# Mészáros János (altábornagy)
Szoboszlói báró Mészáros János (Johann Mészáros, Freiherr von Szoboszló) (Kunhegyes, 1737 – Csomaköz, 1801. november 17.) altábornagy. 1756-ban lépett be az osztrák császári hadseregbe és harcolt a poroszok, a törökök, és a franciák ellen a hosszú katonai pályafutása alatt. A francia forradalmi háborúk alatt hadosztályparancsnok az 1796-1797. évi itáliai hadjáratban Bonaparte Napóleon hadserege ellen.

## Származása, családja
Szabolcs vármegye területéről származó családba született, családfája a XVII. század elejéig oklevelekkel is igazolható. Családja a későbbi Jász-Nagykun-Szolnok vármegyében is nagyobb birtokokkal rendelkedett. Szülei, Mészáros János (1688–1765) és Jakó-Bajdán Erzsébet harmadik gyermekeként látta meg a napvilágot:
- András (1720–1774); neje: Kerékjártó Anna (1732–1774)
- Márton (1725–1776); neje: Papp Katalin (1731–1806)
- János  (1737–1801)
- Ferenc (1742–1774); neje: Károlyi Mária (1745–1784)

János 1768-ban vette nőül Pogány Lajos földbirtokos özvegyét, giczei Diószeghy Máriát (?–1810), akitől egyetlen leánya született:
- Johanna (1784–1844); férje: széki gróf Teleki László (1764–1821) főispán, kamarás és hétszemélynök

## Korai pályafutása
Osztrák katonai szolgálatba 1756-ban lépett be hadapródként a 30. Desewffy Huszár Regimentbe. A hétéves háborúban őrnagyi rangot szerzett 1774. január 10-én. A bajor örökösödési háborúban vitézségéért alezredessé léptették elő 1778. november 1-jén. 1784. május 1-jén a II. József császár 2. Huszár Regiment ezredesévé nevezték ki. A osztrák-török háború idején (1787–1791) a foksányi csatában végrehajtott sikeres lovassági támadásért vezérőrnagyi ranggal jutalmazták.

## A francia forradalmi háborúkban
A francia forradalmi háborúk idején, 1792-ben az első Mészáros Ulánus Regiment tulajdonosa lett.1793. október 13-án vezette Dagobert von Wurmser tábornok 4. hadoszlopát a wissembourgi csatában, ekkor kapta meg bátorságáért a Katonai Mária Terézia-rend kitüntetést és ezzel együtt 1794. június 5-én az osztrák birodalmi bárói (Freiherr) címet is. 1796. március 4-én altábornagyi kinevezése után a franciák ellen harcolt német területen.
Amikor Wurmser lett a főparancsnok Itáliában, Mészáros csatlakozott hozzá. A franciák által ostromlott Mantova első tehermentesítési kísérleténél ő irányította a keleti hadoszlop fő erejét és castiglionei csatában Bonaparte Napóleon ellen harcolt. A második felmentési kísérletnél a francia erők vereséget mértek Wurmserre az első bassanói csatában szeptember 8-án. Ahelyett, hogy visszavonult volna keletre, Wurmser egyedül hagyta Mészáros hadosztályát és Mantovába sietett. Az osztrákok kijátszották Bonapartét, mert az amíg őket kereste, elérték az erődöt. Mészáros és katonái súlyos veszteségeket szenvedtek Mantova előtt, és 1797. február 2-án annak feladására kényszerültek.
1797-ben tulajdonosa lett a 10. Mészáros Huszár Regiment-nek és a parancsnoka a magyar nemesi felkelőknek. 1798-ban visszavonult a hadseregből. Csomaközön halt meg 1801-ben.

## Fordítás
- Ez a szócikk részben vagy egészben  a   Johann Meszaros von Szoboszlo című angol Wikipédia-szócikk fordításán alapul.  Az eredeti cikk szerkesztőit annak laptörténete sorolja fel. Ez a jelzés csupán a megfogalmazás eredetét és a szerzői jogokat jelzi, nem szolgál a cikkben szereplő információk forrásmegjelöléseként.